# Gerhard Badrian

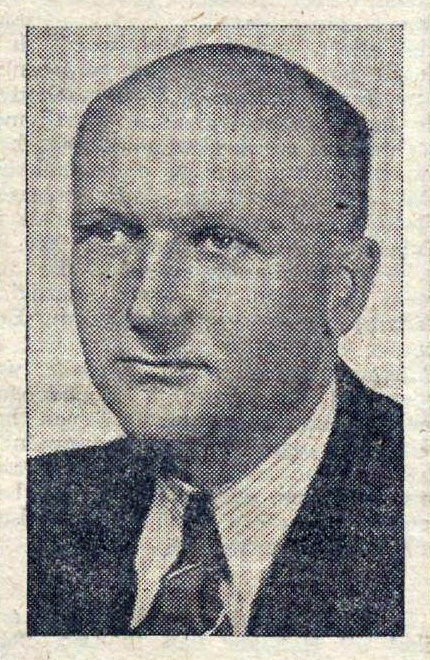
Gerhard Badrian (1905–1944)

Gerhard Joseph Badrian (* 13. Oktober 1905 in Beuthen; † 30. Juni 1944 in Amsterdam) war ein deutscher Fotograf und Widerstandskämpfer gegen die deutsche Besetzung der Niederlande während des Zweiten Weltkriegs.

## Biographie
Gerhard Badrian war jüdischer Herkunft. Gemeinsam mit seinen Eltern und seiner Schwester war er nach der „Machtergreifung“ durch die Nationalsozialisten aus Deutschland in die Niederlande geflohen. Dort arbeitete er als Assistent des späteren Hoffotografen Marius Meijboom.
Badrian schloss sich der Widerstandsgruppe um Gerrit van der Veen an. Er besaß eine tadellose Uniform des SD, die er für Widerstandsaktivitäten benutzte. So befreite er mithilfe gefälschter Papiere Gefangene aus überfüllten Polizeitransportern oder Krankenhäusern. Dabei spielte er seine Rolle als rotmof (deutsch Drecksmof) so überzeugend, dass selbst Menschen, die ihn kannten, kurz in Angst und Schrecken versetzt wurden. Ihm kam nicht nur zugute, dass er akzentfreies Deutsch sprach, sondern seine äußere Erscheinung dem „arischen“ Prototyp entsprach. Die SD-Uniform benutzte er auch am 29. April 1943 beim Überfall auf die Staatsdruckerei in Den Haag, bei der rund 10.000 Blanko-Ausweise erbeutet wurden. Bei einem missglückten Versuch, Gefangene zu befreien, wurde van der Veen schwer verletzt. Badrian trug ihn in sein Untergrundversteck, wo van der Veen wenige Tage später verhaftet wurde. Badrian wurde einer seiner Nachfolger in der Leitung der Persoonsbewijzencentrale, wo gefälschte Papiere hergestellt wurden.
Am 30. Juni 1944 wurde Gerhard Badrian selbst verhaftet. Er wurde von der jüdischen Informantin Betje Wery, die als Agentin für das Devisenschutzkommando arbeitete, verraten. Sie hatte ihm zuvor eine Adresse genannt, wo er und seine Frau sich verstecken könnten, doch dabei handelte es sich um eine Falle, denn dort wartete schon ein SD-Sonderkommando. Als der SD ihn festnehmen wollte, kam es zu einem Schusswechsel, und Badrian wurde vor dem Haus niedergeschossen, wo er starb. Wery erhielt vom SD 1000 Gulden als Belohnung.
Die Eltern von Gerhard Badrian kamen am 13. März 1943 im Vernichtungslager Sobibor ums Leben, seine Schwester am 11. Juni 1944.

## Ehrungen
Badrian wurde aufgenommen in die Erelijst van Gevallenen 1940–1945. Seine letzte Ruhe fand er auf dem Ereveld Loenen. Vor dem Haus Rubensstraat 26 in Amsterdam, wo er erschossen wurde, erinnert eine Tafel mit seinem Namen an ihn.